# Eshkenan
Eshkenān (farsi اشکنان) è una città dello shahrestān di Lamerd, circoscrizione di Eshkenan, nella provincia di Fars. Aveva, nel 2006, una popolazione di 7.513 abitanti. 